# Imiendiaszewo
Imiendiaszewo (ros. Имендяшево) – wieś (sieło) w Rosji, w Baszkortostanie, w rejonie gafurijskim. W 2010 liczyła 341 mieszkańców.

## Urodzeni
- Ilfat Raziapow – rosyjski bokser.